# Marcelin
Marcelin es un pueblo canadiense situado en la provincia de Saskatchewan.

## Superficie
Marcelin tiene una superficie de 1,29 km².

## Demografía
En 2021, tenía 142 habitantes, una densidad poblacional de 110,1 hab./km², y 87 viviendas.